# قاسم‌آباد (بختگان)
قاسم‌آباد، روستایی در دهستان حنا بخش حنا شهرستان بختگان در استان فارس ایران است. این روستا، مرکز دهستان حنا است.

## جمعیت
بر پایه سرشماری عمومی نفوس و مسکن در سال ۱۳۹۵، جمعیت این روستا برابر با ۶۹۷ نفر (۲۱۱ خانوار) بوده است.